# Parrocchia di Bossier
La parrocchia di Bossier (in inglese Bossier Parish) è una parrocchia situata nello Stato della Louisiana, negli Stati Uniti. La popolazione nel 2010 era di 116 979 abitanti. Il capoluogo è Benton, mentre la città principale è Bossier City, che si trova a est del Red River. La parrocchia fa parte dell'area metropolitana di Shreveport.

## Geografia
La parrocchia si trova nel nord-ovest dello Stato, al confine con l'Arkansas. Il fiume Red forma il confine ovest e il territorio è prevalentemente rurale e ricco di corsi d'acqua. Nella parrocchia si trova la Barksdale Air Force Base.

### Parrocchie e contee confinanti
- Contea di Lafayette (Arkansas) - nord
- Parrocchia di Webster - est
- Parrocchia di Bienville - sud-est
- Parrocchia di Red River - sud
- Parrocchia di Caddo - ovest
- Contea di Miller (Arkansas) - nord-ovest

## Storia
La parrocchia (in Louisiana le parrocchie costituiscono un livello amministrativo equivalente a quello delle contee degli altri stati degli USA) fu creata nel 1843 da parte della parrocchia di Claiborne. Fu chiamata così in onore del generale Pierre Evariste John Baptiste Bossier.

## Comuni
Nella parrocchia si trovano i seguenti comuni:
- Benton (capoluogo) - town
- Bossier City - city
- Eastwood - census-designated place
- Haughton - town
- Plain Dealing - town
- Red Chute - census-designated place
- Shreveport - city